# Georg Stiernhielm
Georg Stiernhielm, nascut Göran Olofsson (7 d'agost de 1598 - 22 d'abril de 1672) fou un funcionari, lingüista i poeta suec.

## Biografia
Stiernhielm va néixer en una família de classe mitjana al poble de Svartskär de Vika, parròquia de Dalarna. El sobrenom Stiernhielm, que vol dir literalment "casc d'estrella" fou pres al final de la vida quan va entrar en la noblesa sueca. Va créixer a la regió de Bergslagen on el seu pare va treballar en la indústria minera. Stiernhielm va rebre la primera educació a Västerås i també va ser educat a Alemanya i als Països Baixos.
Va ser elegit com a membre de la Royal Society el 1669.

## Obra
Fou un lingüista pioner i moltes de les teories que va formular, tot i que després han estat considerades errònies, van ser ben acceptades pels contemporanis. Stiernhielm va intentar provar que el gòtic, que igualva amb el nòrdic antic era l'origen de totes les llengües, i els països nòrdics eren la Vagina gentium, el lloc de naixement de la humanitat.
L'obra més destacada és l'Hèrcules, un poema èpic escrit en hexàmetres, que tracta sobre l'heroi Hèrcules en la joventut quan és temptat per Fru Lustra (la Luxúria) i les seves filles, per prendre el camí correcte i alhora la immortalitat en un futur. L'al·legoria es pot seguir des del sofista Pròdic de Queos i Xenofont.
Stiernhielm fou el primer poeta suec en aplicar els metres clàssics a la poesia sueca, va modificar el principi de les síl·labes llargues i breus per tòniques i àtones, que s'adapta millor a la fonologia sueca, tal com havia formulat Martin Opitz i més tard aplicades en teoria al suec per Andreas Arvidi. Per aquest motiu, és anomenat el pare de la poesia sueca.